# 氣旋陶特
極強熱帶氣旋陶特是有紀錄以來印度阿拉伯海沿海最强的热带气旋，超過1998年古吉拉特邦無名熱帶氣旋，也是影响印度西部的最强热带气旋之一，第二个热带低压，第一个气旋风暴，第一个强烈气旋风暴，第一个极强气旋风暴，也是2021年北印度洋气旋季的第一个特强气旋风暴。陶特起源于热带扰动，印度气象部门于5月13日对其进行了首次监测，这场热带扰动向东飘去并在5月14日形成了低压，风暴很快就向北转并且并逐渐增强， 该系统随后演变为气旋风暴，并于当天晚些时候被命名为陶特（Tauktae）。陶特在5月15日继续增强，在当天晚上达到强烈气旋风暴状态，陶特在快速增强成为极强气旋风暴前就开始往印度喀拉拉邦,卡纳塔克邦和马哈拉施特拉邦的海岸，5月16日早。5月17日初，陶特加强为极强气旋风暴，此后在当天晚上达到峰值强度，陶特在靠近古吉拉特邦海岸进行重新增强时进行了眼墙置换循环和减弱，此后不久便登陆。登陆后陶特朝着东北方向逐渐减弱，向内陆移动。 5月19日，陶特减弱为一个标记明显的低压区。
陶特在喀拉拉邦沿海和拉克沙群島造成大雨和山洪爆發。果阿邦也有大雨的消息 ，在印度造成了至少169人死亡，81人失踪。巴基斯坦也有5人死亡。这场风暴使古吉拉特邦超过200,000人流离失所，这场气旋还对印度西海岸造成了广泛的基础设施建设和农业破坏。当他们的小船被旋风困住时，多达40名渔民在海上丧生，孟买还遭受了风暴的影响，出于安全原因，机场被关闭。该市经历了有史以来最高的阵风，时速为114 km / h（70 mph)。受灾地区也普遍存在停电和其他电气问题。气旋在等陆古吉拉特邦时与当时印度记录的单日COVID-19死亡人数最高的一天相同，据报道有4329人死亡。 。

## 气象歷史

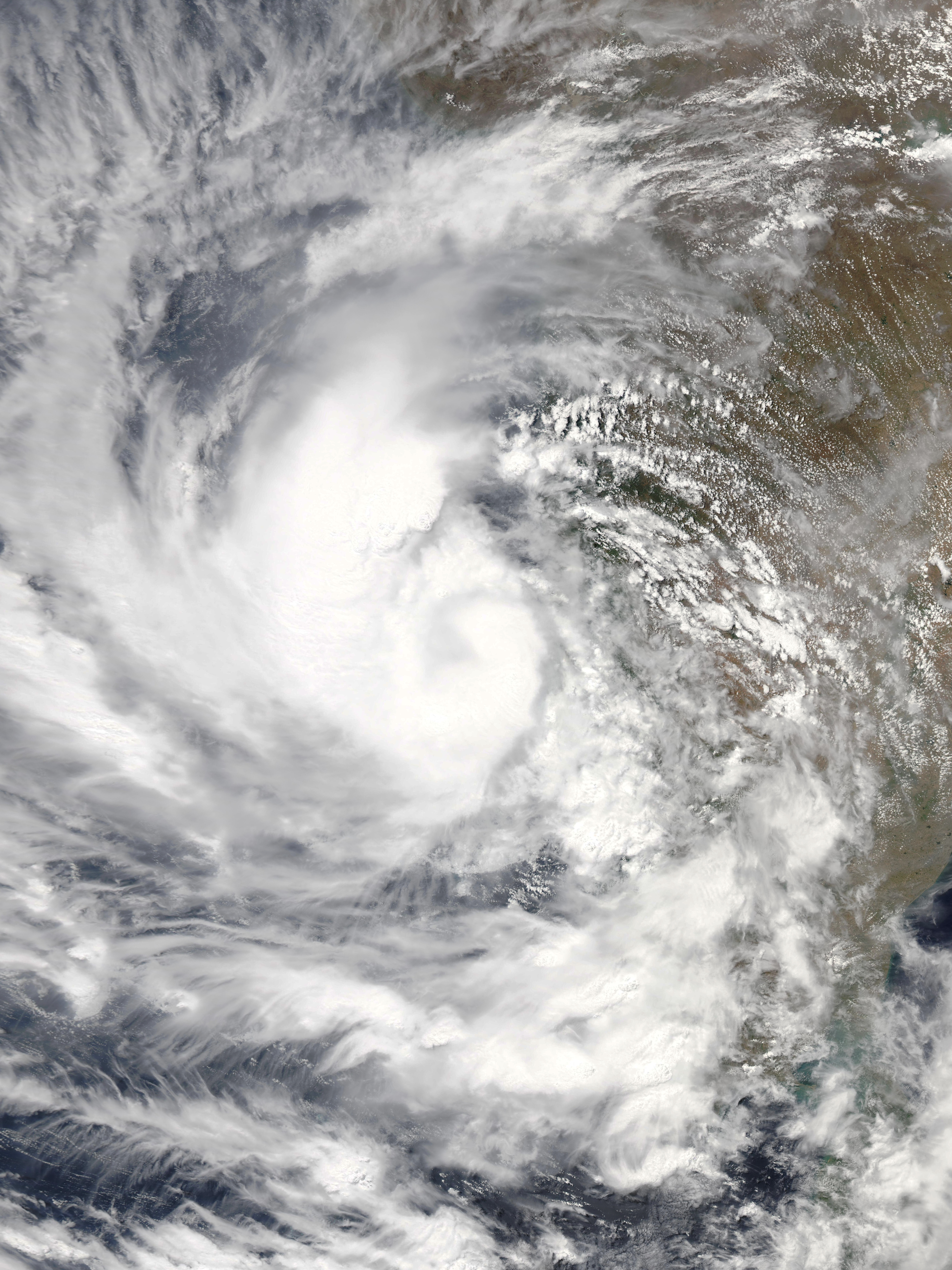
即將登陸的氣旋陶特

5月11日，聯合颱風警報中心開始觀察阿拉伯海的大面积低氣压，該系統向東緩慢移動，在有利的大氣條件使此低壓開始組織起來，當時低壓所處環境海面温度達到30 °C（86 °F）和低垂直风切变。到5月14日，低壓已經增強為熱帶低壓。 不久之后，聯合颱風警報中心將其編號為IO012021隨後該系統逐漸增強，原本零碎的環流逐漸整合，大約在這個時候，此系統轉向東北往印度方向移動。由于低壓範圍廣大，此時已在印度西南部降下大雨，六小時低壓增強為氣旋風暴，印度氣象局命名為陶特，再被命名後加速增強，中央密集員團區成形，在5月15日下午增強為強烈氣旋風暴，在三个小时后，陶特的強度達到萨菲尔-辛普森飓风风力等级的一級熱帶氣旋 。
隔天，氣旋轉向北移動，與印度西南海岸平行，環境仍有利於熱帶氣旋發展 ，氣旋繼續增強，風眼也開始顯現在衛星雲圖 ，氣旋持續增強，在5月17日上午三時達到極強熱帶氣旋強度，三分鐘平均風速為每小時195公里。陶特在印度時間5月17日晚上8時30分以極強熱帶氣旋強度登陸於古吉拉特邦，登陸時一分鐘平均風速為每小時200公里，超越1998年的無名氣旋，成為登錄該邦的最強熱帶氣旋，登陸後受地形影響，強度快速減弱，最終在5月19日消散。

## 防災措施
在受瘟疫肆虐的印度，印度气象局預計陶特會登陸古吉拉特邦，印度全國危機管理委員會舉行了跨邦會議應變，數個邦已部屬了近八十支災害應變小組，西南沿海地區有15萬人被撤離，疫苗的接種因氣旋暫停。

## 影響

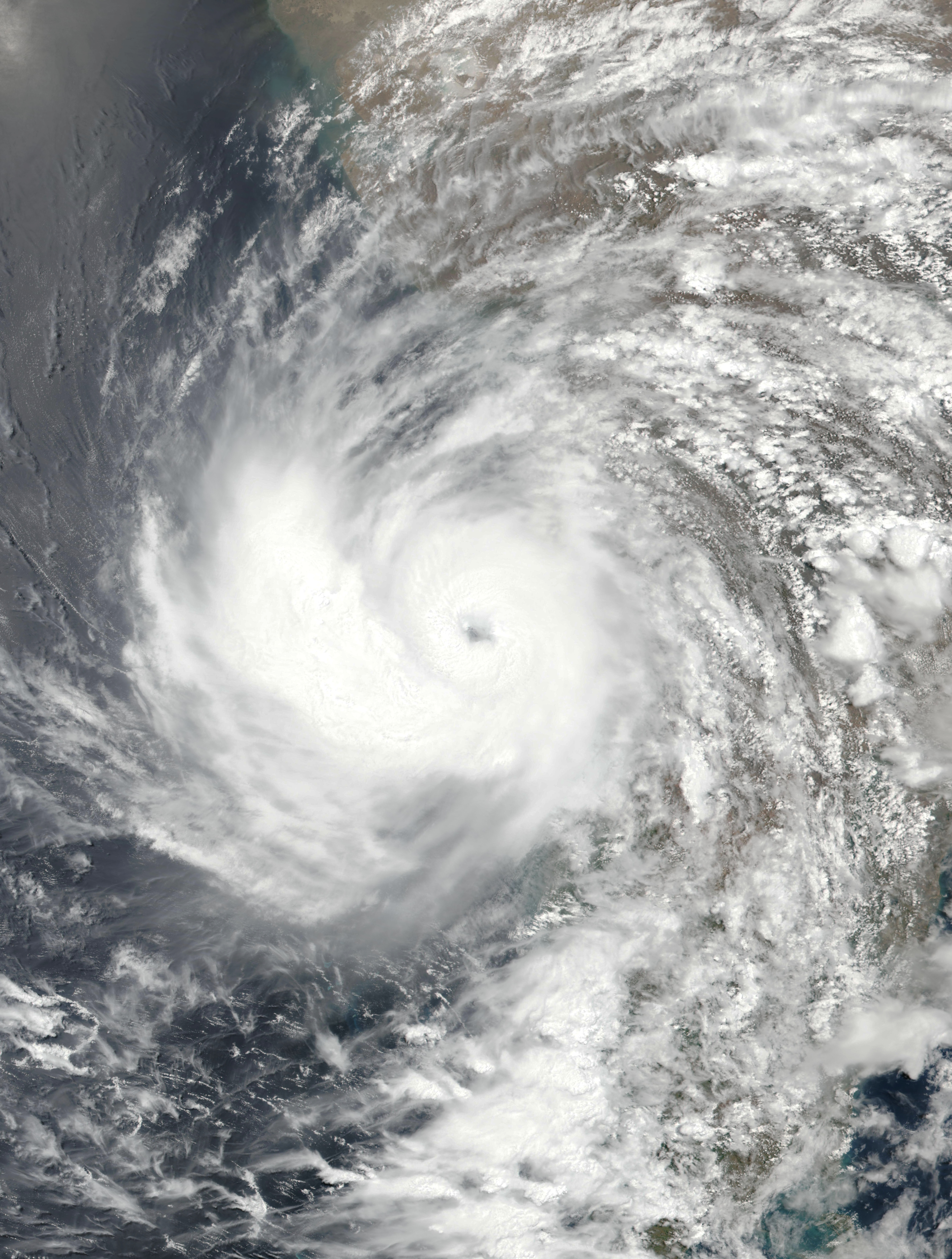
5月16日位於印度西南近海的氣旋陶特

氣旋尚未登陸時，在西南近海擦過，導致西南近海已經受災，在卡纳塔克邦已有4人罹難，數個城鎮和村莊被淹；在果阿邦已有2人罹難，樹木被吹倒；在喀拉拉邦也有2人罹難；在氣旋登陸後罹難人數上升至91人，另有50人失蹤，在罹難人數中，有45人在古茶拉底邦，該邦約有七萬棵樹木被吹倒，16500戶民宅受到損壞。